# レバノン人の一覧
レバノン人の一覧は、レバノン出身者の一覧。
- アーザール・ハビーブ - 歌手
- アブデル・ラーマン・エル＝バシャ（アブドッラフマーン・アル＝バーシャ） - ピアニスト、作曲家
- アマデウス・アワド Amadeus Awad - ギタリスト、音楽家
- アミン・マアルーフ Amin Maalouf - 作家
- エミール・ラフード - 政治家
- エリー・サアブ Elie Saab - ファッションデザイナー
- イリヤース・ハラーウィー Elias Hrawi - 政治家
- エリッサ - 歌手
- ウマル・カラーミー - 政治家
- カミール・ニムル・シャムウーン - 政治家
- シリン・アブデルヌーア - モデル、女優、歌手
- スレイマーン・フランジェ　Suleiman Franjieh - 政治家
- サリーム・アル＝ホス Selim al-Hoss - 政治家
- ナイーム・カーセム - 政治家
- ナジーブ・ミーカーティー - 政治家
- ナディーン・ラバキー - 映画監督、俳優
- ニコラス・G・ハイエック Nicolas Hayek - Swatch社の創業者。
- ファイルーズ Fairuz - 歌手
- ファーティマ・シャラフェッディーン - 児童文学作家
- フアード・シェハーブ
- フアード・シニオラ - 政治家
- フィリップ・ヒッティ Philip Khuri Hitti - 歴史学者
- マリオ・カサール - 映画プロデューサー
- マルセル・ハリーフェ Marcel Khalife - 音楽家･歌手
- ミシェル・アウン Michel Aoun - 政治家
- ラシード・カラーミー Rashid Karami - 政治家
- ラフィーク・ハリーリー - 政治家
- カルロス・ゴーン - ブラジル出身の実業家。父親がレバノン人、母親はフランス人。

## 在外、レバノン系移民
- アブダラ・ブカラム - 元エクアドル大統領。
- 大塚善奈 - 日本のタレント。女優・歌手活動を行う。ラジオDJも務める。父親がレバノン人、母親は日本人。
- オマル・シャリーフ - 俳優。父親がレバノン人、母親はシリアとレバノンに出自を持つ。
- ガブリエル・ヤレド - Gabriel Yared - 映画音楽作曲家
- カルロス・スリム Carlos Slim Helú - メキシコの電話会社を所有する世界第一位の大富豪。
- キアヌ・リーブス - 俳優。レバノンで生まれた。
- キャシー・ナジミー Kathy Najimy - 女優。レバノン系。
- サブリナ・サトウ - ブラジルのタレント。父親がレバノン系、母親が日系。
- サルマ・ハエック - 女優。父親がレバノン人、母親がメキシコ人。
- サミー・ヘイガー Sammy Hagar - ヴァン・ヘイレンの元ヴォーカリスト。ユダヤ系の父とレバノン系の母を持つ。
- シャノン・エリザベス - 女優。父親がレバノン・シリア系。
- シャキーラ - コロンビア出身のシンガー。父親がレバノン人、母親はコロンビア人。
- ジョアン・オマリ - ドイツ出身のサッカー選手（レバノン代表）。両親ともレバノン人。
- ジョン・ヘンリー・スヌヌ　John Henry Sununu - アメリカの官僚・政治家
- ダニエラ・サライーバ - ブラジルのスーパーモデル。
- テレンス・マリック - 映画監督。父親がレバノン人。
- トニー・シャルーブ - 俳優。父親がレバノン系。
- ナシーム・ニコラス・タレブ - 『ブラック・スワン』、『反脆弱性』作者。哲学者、トレーダー。
- ハミル・マワ - 元エクアドル大統領。
- ポーラ・アブドゥル - 歌手。父親がユダヤ系レバノン人
- ポール・アンカ - カナダのシンガーソングライター。レバノン系。
- マイケル・アティヤ - イギリスの数学者。父親がレバノン人、母親はスコットランド人。
- メクダシ・カリル - 俳優。日本のCMに多数出演。稲川素子事務所所属。
- ラルフ・ネーダー - アメリカの弁護士。